# O Deza
O Deza egy comarca (járás) Spanyolország Galicia autonóm közösségében, Pontevedra tartományban. Székhelye . Népessége 2005-ös adatok szerint 45 328 fő volt.

## Települések
A székhely neve félkövérrel szerepel.
- Silleda
- Vila de Cruces
- Agolada
- Rodeiro
- Dozón
- Lalín